# Élisabeth de Chartres
Élisabeth ou Isabelle de Chartres, morte le 25 novembre 1249, est dame d'Amboise par mariage et, de 1218 jusqu'à sa mort, comtesse de Chartres à part entière. Elle fonde trois maisons cisterciennes pour les religieuses. Deux fois veuve, sa fille Mahaut d'Amboise lui succède.

## Biographie
Élisabeth (ou Isabelle)  est née probablement avant 1180. Elle appartient à la plus haute noblesse française : elle est la fille cadette du comte Thibaut V de Blois et de Chartres et d'Alix, fille du roi Louis VII le Jeune et de la duchesse Aliénor d'Aquitaine . Elle a un frère, le comte Louis Ier de Blois, une sœur aînée, Marguerite et une autre sœur, Alice, qui fut abbesse de Fontevraud entre 1209 et 1218.
Élisabeth se marie deux fois. En 1190, elle épouse Sulpice III d'Amboise. Ils ont six enfants : Hughes, Mathilde, Jean, Guillaume, Alice et Dionysie. Quelque temps avant 1209, Sulpice et Élisabeth fondent conjointement l'abbaye de Moncé. À la mort de Sulpice, entre 1214 et 1218, Hugues hérita d'Amboise. Il est à son tour remplacé par Mathilde vers 1237. Le sort des quatre plus jeunes enfants d'Élisabeth et de Sulpice est inconnu. Élisabeth fait plusieurs dons à Moncé en mémoire de Sulpice, y compris en y affectant un prêtre pour dire une messe quotidienne .
En 1218, elle épouse Jean II de Montmirail, seigneur de Montmirail et d'Oisy. Aucun enfant de son remariage n'est connu .

### Comtesse de Chartres
Lorsque le neveu d'Élisabeth, le comte Thibaut VI, meurt sans héritier en 1218, ses comtés sont partagés entre ses tantes.
Le partage est décidé par le roi Philippe II Auguste. Marguerite reçoit Blois et Élisabeth Chartres. Son mari, Jean, verse une taxe de succession au roi, qui en août confirme la possession par Élisabeth du comté et de certaines châtellenies associées avec son cousin, le comte Guillaume II du Perche, se portant garant . En juillet 1221, Guillaume cède Montigny-le-Chartif à sa cousine et à ses héritiers.
En 1222, Élisabeth et Jean fondent le couvent cistercien de l'abbaye du Lieu-Notre-Dame (Loir-et-Cher) sur sa propriété de la châtellenie de Romorantin. Ce couvent se trouvait en bordure du désert marécageux connu sous le nom de Sologne et les religieuses reçurent 36 arpents à mettre en culture.
En 1232, la fille d'Élisabeth, Mathilde, et son époux, Richard II de Beaumont-au-Maine, accordent aux religieuses 100 arpents supplémentaires gratuitement à la condition qu'elles le mettent en culture.
En 1226, avec l'aide de l'évêque de Chartres Gautier et de l'abbé bénédictin de Saint-Père-en-Vallée, Élisabeth et Jean fondent le couvent cistercien de l'abbaye Notre-Dame de l'Eau sur un terrain acheté à Dame Adeline de Ver.
Les chartes d'Élisabeth pour Lieu sont conservées dans un cartulaire compilé en 1269 ou 1270, mais beaucoup de celles de l'Eau ont été perdues dans un incendie au XVIe siècle. Aujourd'hui, subsistent 92 de ses chartes pour Lieu et 35 pour l'Eau.
Outre ses propres libéralités, Élisabeth est également généreuse avec d'autres maisons proches de sa famille. Elle fait ou confirme des donations aux abbayes de Saint-Antoine-des-Champs, Notre-Dame-la-Trappe, Notre-Dame de Barbeau, Notre-Dame de Vaucelles, des Clairets et de la Madeleine de Châteaudun, ainsi qu'à l'hospice de Châteaudun et à la léproserie du Grand-Beaulieu de Chartres .
En 1226, Guillaume du Perche meurt, laissant à Élisabeth sa part des revenus des moulins de Chartres pour le « secours aux pauvres »  . Elle le donne au couvent de l'Eau.
Le deuxième mari d'Élisabeth est mort en 1238 ou 1239. Pour le repos de son âme, elle donna  livres tournois en aumône pour les pauvres.
En 1241, la nièce d'Élisabeth, la comtesse Marie d'Avesnes (1200-1241), meurt, laissant tout son domaine, y compris le comté de Blois, à son mari, le comte Hugues Ier de Châtillon-Saint-Pol et à Élisabeth. Hugues en gardera le contrôle.
En 1247, Élisabeth rédige son testament, confirmant tous ses dons précédents à Lieu. Elle dote également une chapelle pour y dire des messes quotidiennes pour elle, sa famille et sa cousine, la reine Blanche de Castille. En 1248, elle rachète la propriété de Saugirard, que son frère avait donnée à l'abbaye Notre-Dame de Barzelle avant 1205, pour la confier aux religieuses de Lieu.
Élisabeth meurt en 1248 ou 1249, sa fille Mathilde, veuve, lui succède jusqu'à sa mort en 1256.

## Généalogie simplifiée
: Comte de Blois

 : Comte de Saint-Pol

 : Comte de Chartres

|  |  |                       |                       |                       |                       |                       |                       |                     |                     |                     |                     |                |                |                |                |  |  |                       |                       |                       |                       |                        |                        |                        |                        |                        |                        |                       |                       |                       |                       |                      |                      |                          |                          |                          |                          |                          |                          |                 |                 |                         |                         |                         |                         |                           |                           |                           |                           |                           |                           |                     |                     |                             |                             |                             |                             |                             |                             |                      |                      |                          |                          |                          |                          |                          |                          |                 |                 |                               |                               |                               |                               |                               |                               |                         |                         |                          |                          |                          |                          |                          |                          |  |  |               |               |               |               |               |               |  |  |  |  |  |  |  |  |  |  |  |  |  |  |  |  |  |  |  |  |  |  |  |  |  |  |
|  |  |                       |                       |                       |                       |                       |                       |                     |                     |                     |                     |                |                |                |                |  |  |                       |                       |                       |                       |                        |                        | Thibaut V de Blois     | Thibaut V de Blois     | Thibaut V de Blois     | Thibaut V de Blois     | Thibaut V de Blois    | Thibaut V de Blois    |                       |                       | Alix de France       | Alix de France       | Alix de France           | Alix de France           | Alix de France           | Alix de France           |                          |                          |                 |                 |                         |                         |                         |                         |                           |                           |                           |                           |                           |                           |                     |                     | Adeline de Guise            | Adeline de Guise            | Adeline de Guise            | Adeline de Guise            | Adeline de Guise            | Adeline de Guise            |                      |                      | Jacques Ier d'Avesnes    | Jacques Ier d'Avesnes    | Jacques Ier d'Avesnes    | Jacques Ier d'Avesnes    | Jacques Ier d'Avesnes    | Jacques Ier d'Avesnes    |                 |                 | Hugues IV de Campdavaine      | Hugues IV de Campdavaine      | Hugues IV de Campdavaine      | Hugues IV de Campdavaine      | Hugues IV de Campdavaine      | Hugues IV de Campdavaine      |                         |                         | Guy II de Châtillon      | Guy II de Châtillon      | Guy II de Châtillon      | Guy II de Châtillon      | Guy II de Châtillon      | Guy II de Châtillon      |  |  | Alix de Dreux | Alix de Dreux | Alix de Dreux | Alix de Dreux | Alix de Dreux | Alix de Dreux |  |  |  |  |  |  |  |  |  |  |  |  |  |  |  |  |  |  |  |  |  |  |  |  |  |  |
|  |  |                       |                       |                       |                       |                       |                       |                     |                     |                     |                     |                |                |                |                |  |  |                       |                       |                       |                       |                        |                        | Thibaut V de Blois     | Thibaut V de Blois     | Thibaut V de Blois     | Thibaut V de Blois     | Thibaut V de Blois    | Thibaut V de Blois    |                       |                       | Alix de France       | Alix de France       | Alix de France           | Alix de France           | Alix de France           | Alix de France           |                          |                          |                 |                 |                         |                         |                         |                         |                           |                           |                           |                           |                           |                           |                     |                     | Adeline de Guise            | Adeline de Guise            | Adeline de Guise            | Adeline de Guise            | Adeline de Guise            | Adeline de Guise            |                      |                      | Jacques Ier d'Avesnes    | Jacques Ier d'Avesnes    | Jacques Ier d'Avesnes    | Jacques Ier d'Avesnes    | Jacques Ier d'Avesnes    | Jacques Ier d'Avesnes    |                 |                 | Hugues IV de Campdavaine      | Hugues IV de Campdavaine      | Hugues IV de Campdavaine      | Hugues IV de Campdavaine      | Hugues IV de Campdavaine      | Hugues IV de Campdavaine      |                         |                         | Guy II de Châtillon      | Guy II de Châtillon      | Guy II de Châtillon      | Guy II de Châtillon      | Guy II de Châtillon      | Guy II de Châtillon      |  |  | Alix de Dreux | Alix de Dreux | Alix de Dreux | Alix de Dreux | Alix de Dreux | Alix de Dreux |  |  |  |  |  |  |  |  |  |  |  |  |  |  |  |  |  |  |  |  |  |  |  |  |  |  |
|  |  |                       |                       |                       |                       |                       |                       |                     |                     |                     |                     |                |                |                |                |  |  |                       |                       |                       |                       |                        |                        |                        |                        |                        |                        |                       |                       |                       |                       |                      |                      |                          |                          |                          |                          |                          |                          |                 |                 |                         |                         |                         |                         |                           |                           |                           |                           |                           |                           |                     |                     |                             |                             |                             |                             |                             |                             |                      |                      |                          |                          |                          |                          |                          |                          |                 |                 |                               |                               |                               |                               |                               |                               |                         |                         |                          |                          |                          |                          |                          |                          |  |  |               |               |               |               |               |               |  |  |  |  |  |  |  |  |  |  |  |  |  |  |  |  |  |  |  |  |  |  |  |  |  |  |
|  |  |                       |                       |                       |                       |                       |                       |                     |                     |                     |                     |                |                |                |                |  |  |                       |                       |                       |                       |                        |                        |                        |                        |                        |                        |                       |                       |                       |                       |                      |                      |                          |                          |                          |                          |                          |                          |                 |                 |                         |                         |                         |                         |                           |                           |                           |                           |                           |                           |                     |                     |                             |                             |                             |                             |                             |                             |                      |                      |                          |                          |                          |                          |                          |                          |                 |                 |                               |                               |                               |                               |                               |                               |                         |                         |                          |                          |                          |                          |                          |                          |  |  |               |               |               |               |               |               |  |  |  |  |  |  |  |  |  |  |  |  |  |  |  |  |  |  |  |  |  |  |  |  |  |  |
|  |  | Catherine de Clermont | Catherine de Clermont | Catherine de Clermont | Catherine de Clermont | Catherine de Clermont | Catherine de Clermont |                     |                     | Louis de Blois      | Louis de Blois      | Louis de Blois | Louis de Blois | Louis de Blois | Louis de Blois |  |  | Élisabeth de Chartres | Élisabeth de Chartres | Élisabeth de Chartres | Élisabeth de Chartres | Élisabeth de Chartres  | Élisabeth de Chartres  |                        |                        | Sulpice III d'Amboise  | Sulpice III d'Amboise  | Sulpice III d'Amboise | Sulpice III d'Amboise | Sulpice III d'Amboise | Sulpice III d'Amboise |                      |                      | Adélaïde de Blois        | Adélaïde de Blois        | Adélaïde de Blois        | Adélaïde de Blois        | Adélaïde de Blois        | Adélaïde de Blois        |                 |                 | Otton Ier de Bourgogne  | Otton Ier de Bourgogne  | Otton Ier de Bourgogne  | Otton Ier de Bourgogne  | Otton Ier de Bourgogne    | Otton Ier de Bourgogne    |                           |                           | Marguerite de Blois       | Marguerite de Blois       | Marguerite de Blois | Marguerite de Blois | Marguerite de Blois         | Marguerite de Blois         |                             |                             | Gautier II d'Avesnes        | Gautier II d'Avesnes        | Gautier II d'Avesnes | Gautier II d'Avesnes | Gautier II d'Avesnes     | Gautier II d'Avesnes     |                          |                          |                          |                          |                 |                 | Élisabeth Candavène           | Élisabeth Candavène           | Élisabeth Candavène           | Élisabeth Candavène           | Élisabeth Candavène           | Élisabeth Candavène           |                         |                         | Gaucher III de Châtillon | Gaucher III de Châtillon | Gaucher III de Châtillon | Gaucher III de Châtillon | Gaucher III de Châtillon | Gaucher III de Châtillon |  |  |               |               |               |               |               |               |  |  |  |  |  |  |  |  |  |  |  |  |  |  |  |  |  |  |  |  |  |  |  |  |  |  |
|  |  | Catherine de Clermont | Catherine de Clermont | Catherine de Clermont | Catherine de Clermont | Catherine de Clermont | Catherine de Clermont |                     |                     | Louis de Blois      | Louis de Blois      | Louis de Blois | Louis de Blois | Louis de Blois | Louis de Blois |  |  | Élisabeth de Chartres | Élisabeth de Chartres | Élisabeth de Chartres | Élisabeth de Chartres | Élisabeth de Chartres  | Élisabeth de Chartres  |                        |                        | Sulpice III d'Amboise  | Sulpice III d'Amboise  | Sulpice III d'Amboise | Sulpice III d'Amboise | Sulpice III d'Amboise | Sulpice III d'Amboise |                      |                      | Adélaïde de Blois        | Adélaïde de Blois        | Adélaïde de Blois        | Adélaïde de Blois        | Adélaïde de Blois        | Adélaïde de Blois        |                 |                 | Otton Ier de Bourgogne  | Otton Ier de Bourgogne  | Otton Ier de Bourgogne  | Otton Ier de Bourgogne  | Otton Ier de Bourgogne    | Otton Ier de Bourgogne    |                           |                           | Marguerite de Blois       | Marguerite de Blois       | Marguerite de Blois | Marguerite de Blois | Marguerite de Blois         | Marguerite de Blois         |                             |                             | Gautier II d'Avesnes        | Gautier II d'Avesnes        | Gautier II d'Avesnes | Gautier II d'Avesnes | Gautier II d'Avesnes     | Gautier II d'Avesnes     |                          |                          |                          |                          |                 |                 | Élisabeth Candavène           | Élisabeth Candavène           | Élisabeth Candavène           | Élisabeth Candavène           | Élisabeth Candavène           | Élisabeth Candavène           |                         |                         | Gaucher III de Châtillon | Gaucher III de Châtillon | Gaucher III de Châtillon | Gaucher III de Châtillon | Gaucher III de Châtillon | Gaucher III de Châtillon |  |  |               |               |               |               |               |               |  |  |  |  |  |  |  |  |  |  |  |  |  |  |  |  |  |  |  |  |  |  |  |  |  |  |
|  |  |                       |                       |                       |                       |                       |                       |                     |                     |                     |                     |                |                |                |                |  |  |                       |                       |                       |                       |                        |                        |                        |                        |                        |                        |                       |                       |                       |                       |                      |                      |                          |                          |                          |                          |                          |                          |                 |                 |                         |                         |                         |                         |                           |                           |                           |                           |                           |                           |                     |                     |                             |                             |                             |                             |                             |                             |                      |                      |                          |                          |                          |                          |                          |                          |                 |                 |                               |                               |                               |                               |                               |                               |                         |                         |                          |                          |                          |                          |                          |                          |  |  |               |               |               |               |               |               |  |  |  |  |  |  |  |  |  |  |  |  |  |  |  |  |  |  |  |  |  |  |  |  |  |  |
|  |  |                       |                       |                       |                       |                       |                       |                     |                     |                     |                     |                |                |                |                |  |  |                       |                       |                       |                       |                        |                        |                        |                        |                        |                        |                       |                       |                       |                       |                      |                      |                          |                          |                          |                          |                          |                          |                 |                 |                         |                         |                         |                         |                           |                           |                           |                           |                           |                           |                     |                     |                             |                             |                             |                             |                             |                             |                      |                      |                          |                          |                          |                          |                          |                          |                 |                 |                               |                               |                               |                               |                               |                               |                         |                         |                          |                          |                          |                          |                          |                          |  |  |               |               |               |               |               |               |  |  |  |  |  |  |  |  |  |  |  |  |  |  |  |  |  |  |  |  |  |  |  |  |  |  |
|  |  |                       |                       |                       |                       | Thibaut VI de Blois   | Thibaut VI de Blois   | Thibaut VI de Blois | Thibaut VI de Blois | Thibaut VI de Blois | Thibaut VI de Blois |                |                |                |                |  |  |                       |                       |                       |                       | Mahaut d'Amboise       | Mahaut d'Amboise       | Mahaut d'Amboise       | Mahaut d'Amboise       | Mahaut d'Amboise       | Mahaut d'Amboise       |                       |                       |                       |                       |                      |                      | Béatrice II de Bourgogne | Béatrice II de Bourgogne | Béatrice II de Bourgogne | Béatrice II de Bourgogne | Béatrice II de Bourgogne | Béatrice II de Bourgogne |                 |                 | Jeanne Ire de Bourgogne | Jeanne Ire de Bourgogne | Jeanne Ire de Bourgogne | Jeanne Ire de Bourgogne | Jeanne Ire de Bourgogne   | Jeanne Ire de Bourgogne   |                           |                           | Isabelle d'Avesnes        | Isabelle d'Avesnes        | Isabelle d'Avesnes  | Isabelle d'Avesnes  | Isabelle d'Avesnes          | Isabelle d'Avesnes          |                             |                             | Thibaud d'Avesnes           | Thibaud d'Avesnes           | Thibaud d'Avesnes    | Thibaud d'Avesnes    | Thibaud d'Avesnes        | Thibaud d'Avesnes        |                          |                          | Marie d'Avesnes          | Marie d'Avesnes          | Marie d'Avesnes | Marie d'Avesnes | Marie d'Avesnes               | Marie d'Avesnes               |                               |                               | Hugues Ier de Châtillon       | Hugues Ier de Châtillon       | Hugues Ier de Châtillon | Hugues Ier de Châtillon | Hugues Ier de Châtillon  | Hugues Ier de Châtillon  |                          |                          |                          |                          |  |  |               |               |               |               |               |               |  |  |  |  |  |  |  |  |  |  |  |  |  |  |  |  |  |  |  |  |  |  |  |  |  |  |
|  |  |                       |                       |                       |                       | Thibaut VI de Blois   | Thibaut VI de Blois   | Thibaut VI de Blois | Thibaut VI de Blois | Thibaut VI de Blois | Thibaut VI de Blois |                |                |                |                |  |  |                       |                       |                       |                       | Mahaut d'Amboise       | Mahaut d'Amboise       | Mahaut d'Amboise       | Mahaut d'Amboise       | Mahaut d'Amboise       | Mahaut d'Amboise       |                       |                       |                       |                       |                      |                      | Béatrice II de Bourgogne | Béatrice II de Bourgogne | Béatrice II de Bourgogne | Béatrice II de Bourgogne | Béatrice II de Bourgogne | Béatrice II de Bourgogne |                 |                 | Jeanne Ire de Bourgogne | Jeanne Ire de Bourgogne | Jeanne Ire de Bourgogne | Jeanne Ire de Bourgogne | Jeanne Ire de Bourgogne   | Jeanne Ire de Bourgogne   |                           |                           | Isabelle d'Avesnes        | Isabelle d'Avesnes        | Isabelle d'Avesnes  | Isabelle d'Avesnes  | Isabelle d'Avesnes          | Isabelle d'Avesnes          |                             |                             | Thibaud d'Avesnes           | Thibaud d'Avesnes           | Thibaud d'Avesnes    | Thibaud d'Avesnes    | Thibaud d'Avesnes        | Thibaud d'Avesnes        |                          |                          | Marie d'Avesnes          | Marie d'Avesnes          | Marie d'Avesnes | Marie d'Avesnes | Marie d'Avesnes               | Marie d'Avesnes               |                               |                               | Hugues Ier de Châtillon       | Hugues Ier de Châtillon       | Hugues Ier de Châtillon | Hugues Ier de Châtillon | Hugues Ier de Châtillon  | Hugues Ier de Châtillon  |                          |                          |                          |                          |  |  |               |               |               |               |               |               |  |  |  |  |  |  |  |  |  |  |  |  |  |  |  |  |  |  |  |  |  |  |  |  |  |  |
|  |  |                       |                       |                       |                       |                       |                       |                     |                     |                     |                     |                |                |                |                |  |  |                       |                       |                       |                       |                        |                        |                        |                        |                        |                        |                       |                       |                       |                       |                      |                      |                          |                          |                          |                          |                          |                          |                 |                 |                         |                         |                         |                         |                           |                           |                           |                           |                           |                           |                     |                     |                             |                             |                             |                             |                             |                             |                      |                      |                          |                          |                          |                          |                          |                          |                 |                 |                               |                               |                               |                               |                               |                               |                         |                         |                          |                          |                          |                          |                          |                          |  |  |               |               |               |               |               |               |  |  |  |  |  |  |  |  |  |  |  |  |  |  |  |  |  |  |  |  |  |  |  |  |  |  |
|  |  |                       |                       |                       |                       |                       |                       |                     |                     |                     |                     |                |                |                |                |  |  |                       |                       |                       |                       |                        |                        |                        |                        |                        |                        |                       |                       |                       |                       |                      |                      |                          |                          |                          |                          |                          |                          |                 |                 |                         |                         |                         |                         |                           |                           |                           |                           |                           |                           |                     |                     |                             |                             |                             |                             |                             |                             |                      |                      |                          |                          |                          |                          |                          |                          |                 |                 |                               |                               |                               |                               |                               |                               |                         |                         |                          |                          |                          |                          |                          |                          |  |  |               |               |               |               |               |               |  |  |  |  |  |  |  |  |  |  |  |  |  |  |  |  |  |  |  |  |  |  |  |  |  |  |
|  |  |                       |                       |                       |                       |                       |                       |                     |                     |                     |                     |                |                |                |                |  |  |                       |                       |                       |                       | Otton III de Bourgogne | Otton III de Bourgogne | Otton III de Bourgogne | Otton III de Bourgogne | Otton III de Bourgogne | Otton III de Bourgogne |                       |                       | Hugues III de Chalon  | Hugues III de Chalon  | Hugues III de Chalon | Hugues III de Chalon | Hugues III de Chalon     | Hugues III de Chalon     |                          |                          | Alix de Méranie          | Alix de Méranie          | Alix de Méranie | Alix de Méranie | Alix de Méranie         | Alix de Méranie         |                         |                         | Alix de Bretagne          | Alix de Bretagne          | Alix de Bretagne          | Alix de Bretagne          | Alix de Bretagne          | Alix de Bretagne          |                     |                     | Jean Ier de Blois-Châtillon | Jean Ier de Blois-Châtillon | Jean Ier de Blois-Châtillon | Jean Ier de Blois-Châtillon | Jean Ier de Blois-Châtillon | Jean Ier de Blois-Châtillon |                      |                      | Guy III de Saint-Pol     | Guy III de Saint-Pol     | Guy III de Saint-Pol     | Guy III de Saint-Pol     | Guy III de Saint-Pol     | Guy III de Saint-Pol     |                 |                 | Mathilde de Brabant           | Mathilde de Brabant           | Mathilde de Brabant           | Mathilde de Brabant           | Mathilde de Brabant           | Mathilde de Brabant           |                         |                         | Gaucher IV de Châtillon  | Gaucher IV de Châtillon  | Gaucher IV de Châtillon  | Gaucher IV de Châtillon  | Gaucher IV de Châtillon  | Gaucher IV de Châtillon  |  |  | Hugues        | Hugues        | Hugues        | Hugues        | Hugues        | Hugues        |  |  |  |  |  |  |  |  |  |  |  |  |  |  |  |  |  |  |  |  |  |  |  |  |  |  |
|  |  |                       |                       |                       |                       |                       |                       |                     |                     |                     |                     |                |                |                |                |  |  |                       |                       |                       |                       | Otton III de Bourgogne | Otton III de Bourgogne | Otton III de Bourgogne | Otton III de Bourgogne | Otton III de Bourgogne | Otton III de Bourgogne |                       |                       | Hugues III de Chalon  | Hugues III de Chalon  | Hugues III de Chalon | Hugues III de Chalon | Hugues III de Chalon     | Hugues III de Chalon     |                          |                          | Alix de Méranie          | Alix de Méranie          | Alix de Méranie | Alix de Méranie | Alix de Méranie         | Alix de Méranie         |                         |                         | Alix de Bretagne          | Alix de Bretagne          | Alix de Bretagne          | Alix de Bretagne          | Alix de Bretagne          | Alix de Bretagne          |                     |                     | Jean Ier de Blois-Châtillon | Jean Ier de Blois-Châtillon | Jean Ier de Blois-Châtillon | Jean Ier de Blois-Châtillon | Jean Ier de Blois-Châtillon | Jean Ier de Blois-Châtillon |                      |                      | Guy III de Saint-Pol     | Guy III de Saint-Pol     | Guy III de Saint-Pol     | Guy III de Saint-Pol     | Guy III de Saint-Pol     | Guy III de Saint-Pol     |                 |                 | Mathilde de Brabant           | Mathilde de Brabant           | Mathilde de Brabant           | Mathilde de Brabant           | Mathilde de Brabant           | Mathilde de Brabant           |                         |                         | Gaucher IV de Châtillon  | Gaucher IV de Châtillon  | Gaucher IV de Châtillon  | Gaucher IV de Châtillon  | Gaucher IV de Châtillon  | Gaucher IV de Châtillon  |  |  | Hugues        | Hugues        | Hugues        | Hugues        | Hugues        | Hugues        |  |  |  |  |  |  |  |  |  |  |  |  |  |  |  |  |  |  |  |  |  |  |  |  |  |  |
|  |  |                       |                       |                       |                       |                       |                       |                     |                     |                     |                     |                |                |                |                |  |  |                       |                       |                       |                       |                        |                        |                        |                        |                        |                        |                       |                       |                       |                       |                      |                      |                          |                          |                          |                          |                          |                          |                 |                 |                         |                         |                         |                         |                           |                           |                           |                           |                           |                           |                     |                     |                             |                             |                             |                             |                             |                             |                      |                      |                          |                          |                          |                          |                          |                          |                 |                 |                               |                               |                               |                               |                               |                               |                         |                         |                          |                          |                          |                          |                          |                          |  |  |               |               |               |               |               |               |  |  |  |  |  |  |  |  |  |  |  |  |  |  |  |  |  |  |  |  |  |  |  |  |  |  |
|  |  |                       |                       |                       |                       |                       |                       |                     |                     |                     |                     |                |                |                |                |  |  |                       |                       |                       |                       |                        |                        |                        |                        |                        |                        |                       |                       |                       |                       |                      |                      |                          |                          |                          |                          |                          |                          |                 |                 |                         |                         |                         |                         |                           |                           |                           |                           |                           |                           |                     |                     |                             |                             |                             |                             |                             |                             |                      |                      |                          |                          |                          |                          |                          |                          |                 |                 |                               |                               |                               |                               |                               |                               |                         |                         |                          |                          |                          |                          |                          |                          |  |  |               |               |               |               |               |               |  |  |  |  |  |  |  |  |  |  |  |  |  |  |  |  |  |  |  |  |  |  |  |  |  |  |
|  |  |                       |                       |                       |                       |                       |                       |                     |                     |                     |                     |                |                |                |                |  |  |                       |                       |                       |                       |                        |                        |                        |                        |                        |                        |                       |                       |                       |                       |                      |                      | Othon IV de Bourgogne    | Othon IV de Bourgogne    | Othon IV de Bourgogne    | Othon IV de Bourgogne    | Othon IV de Bourgogne    | Othon IV de Bourgogne    |                 |                 |                         |                         |                         |                         | Jeanne de Blois-Châtillon | Jeanne de Blois-Châtillon | Jeanne de Blois-Châtillon | Jeanne de Blois-Châtillon | Jeanne de Blois-Châtillon | Jeanne de Blois-Châtillon |                     |                     | Hugues II de Châtillon      | Hugues II de Châtillon      | Hugues II de Châtillon      | Hugues II de Châtillon      | Hugues II de Châtillon      | Hugues II de Châtillon      |                      |                      | Jacques Ier de Châtillon | Jacques Ier de Châtillon | Jacques Ier de Châtillon | Jacques Ier de Châtillon | Jacques Ier de Châtillon | Jacques Ier de Châtillon |                 |                 | Guy IV de Châtillon-Saint-Pol | Guy IV de Châtillon-Saint-Pol | Guy IV de Châtillon-Saint-Pol | Guy IV de Châtillon-Saint-Pol | Guy IV de Châtillon-Saint-Pol | Guy IV de Châtillon-Saint-Pol |                         |                         | Gaucher V de Châtillon   | Gaucher V de Châtillon   | Gaucher V de Châtillon   | Gaucher V de Châtillon   | Gaucher V de Châtillon   | Gaucher V de Châtillon   |  |  |               |               |               |               |               |               |  |  |  |  |  |  |  |  |  |  |  |  |  |  |  |  |  |  |  |  |  |  |  |  |  |  |
|  |  |                       |                       |                       |                       |                       |                       |                     |                     |                     |                     |                |                |                |                |  |  |                       |                       |                       |                       |                        |                        |                        |                        |                        |                        |                       |                       |                       |                       |                      |                      | Othon IV de Bourgogne    | Othon IV de Bourgogne    | Othon IV de Bourgogne    | Othon IV de Bourgogne    | Othon IV de Bourgogne    | Othon IV de Bourgogne    |                 |                 |                         |                         |                         |                         | Jeanne de Blois-Châtillon | Jeanne de Blois-Châtillon | Jeanne de Blois-Châtillon | Jeanne de Blois-Châtillon | Jeanne de Blois-Châtillon | Jeanne de Blois-Châtillon |                     |                     | Hugues II de Châtillon      | Hugues II de Châtillon      | Hugues II de Châtillon      | Hugues II de Châtillon      | Hugues II de Châtillon      | Hugues II de Châtillon      |                      |                      | Jacques Ier de Châtillon | Jacques Ier de Châtillon | Jacques Ier de Châtillon | Jacques Ier de Châtillon | Jacques Ier de Châtillon | Jacques Ier de Châtillon |                 |                 | Guy IV de Châtillon-Saint-Pol | Guy IV de Châtillon-Saint-Pol | Guy IV de Châtillon-Saint-Pol | Guy IV de Châtillon-Saint-Pol | Guy IV de Châtillon-Saint-Pol | Guy IV de Châtillon-Saint-Pol |                         |                         | Gaucher V de Châtillon   | Gaucher V de Châtillon   | Gaucher V de Châtillon   | Gaucher V de Châtillon   | Gaucher V de Châtillon   | Gaucher V de Châtillon   |  |  |               |               |               |               |               |               |  |  |  |  |  |  |  |  |  |  |  |  |  |  |  |  |  |  |  |  |  |  |  |  |  |  |